# 国際ジェンダー学会
国際ジェンダー学会（こくさいジェンダーがっかい、英名 International Society for Gender Studies ）は、男女共同参画社会・男女平等社会の実現を目的に1977年国際女性学会として設立、2003年現名称に変更される。
事務局を千葉県市川市国府台2-3-1和洋女子大学田口久美子研究室に置いている（2018年10月～2020年9月。）

## 事業
- 女性学・男性学・ジェンダー研究に関する学際的研究ならびに研究活動支援、研究会・年次大会の開催、人物・研究活動の国際交流、国際会議の開催、諸文献の調査・収集、研究成果の出版、学会誌・ニューズレターの発行など[1]

## 学会誌
- 『国際ジェンダー学会誌』 年1回